# Ухист-ам-Таухер

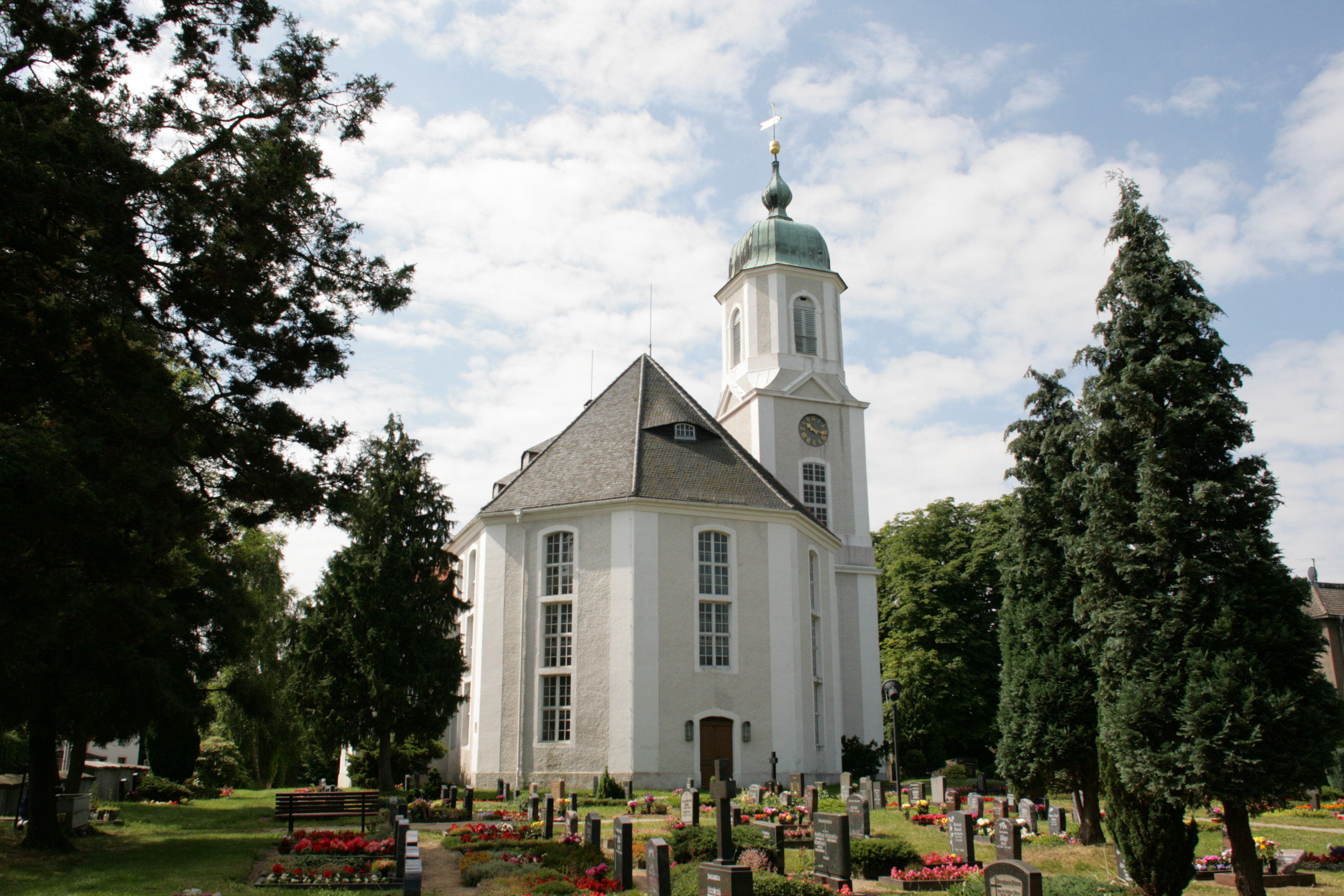
Лютеранская часовня

Ухист-ам-Таухер или Го́рни-Ву́езд (нем. Uhyst am Taucher; в.-луж. Horni Wujězd) — деревня в Верхней Лужице, Германия. Входит в состав коммуны Буркау района Баутцен в земле Саксония. Подчиняется административному округу Дрезден.

## География
Находится примерно в 15 километрах западнее Будишина и около восьми километров севернее города Бископицы при европейской автомобильной дороге 4.
Юго-западнее деревни располагается Тухорский лес, в котором с мая 1984 по февраль 1988 года находилась советская ракетная база 1-го дивизиона 119-й ракетной бригады оперативно-тактического ракетного комплекса 9К76 «Темп-С» ОТР-22.
Соседние населённые пункты: на севере — деревни Йедлица и Малы-Восык, на востоке — деревни Панецы и Вульки-Восык и на юге — деревня Леджборецы.
Деревня не входит в официальную Лужицкую поселенческую область.

## История
Впервые упоминается в 1336 году под наименованием Vgez.
C 1936 по 1973 года входила в состав коммуны Ташендорф, с 1973 по 1994 — в коммуну Гросхенхен. С 1994 года входит в современную коммуну Буркау.
Исторические немецкие наименования:
- Vgez, 1336
- Vgesd, 1412
- Vgest, 1414
- Ugisde, 1419
- Ugist, 1419
- Ugeßt beym Taucher, 1498
- Ugißdt prope Tucher, 1519
- Augesd, 1554
- Oijest, 1590
- Uihist, 1684
- Üst, 1731
- Uhyst am Taucherwalde, 1791
- Uhyst am Taucher, 1875

## Население
Деревня не входит в состав «Лужицкой поселенческой области».
Официальным языком в населённом пункте, помимо немецкого, является также верхнелужицкий язык.
Согласно статистическому сочинению «Dodawki k statisticy a etnografiji łužickich Serbow» Арношта Муки в 1884 году в деревне проживало 315 человек (из них — 211 серболужичанина (67 %)).
Лужицкий демограф Арношт Черник в своём сочинении «Die Entwicklung der sorbischen Bevölkerung» указывает, что в 1956 году при общей численности в 723 человека серболужицкое население деревни составляло 2,6 % (из них верхнелужицким языком активно владело 12 человек, 5 — пассивно и 2 несовершеннолетних владели языком).
| 1834 | 1839 | 1871 | 1890 | 1910 | 1925 | 1946 | 1950 | 1964 | 1990 | 2011 |
| ---- | ---- | ---- | ---- | ---- | ---- | ---- | ---- | ---- | ---- | ---- |
| 228  | 457  | 286  | 351  | 368  | 372  | 577  | 609  | 562  | 753  | 295  |

## Достопримечательности
Памятники культуры и истории земли Саксония
- Вилла, ул. Taucherwaldstraße 73, 1904 год (№ 09289441);
- Лютеранский храм, ул. Taucherwaldstraße, 1800 год (№ 09289440);
- Конюшня, ул. Taucherwaldstraße 4, вторая половина XIX века (№ 09289445);
- Конюшня, ул. Taucherwaldstraße 8, вторая половина XIX века (№ 09289446);
- Конюшня, ул. Taucherwaldstraße 19, вторая половина XIX века (№ 09289444);
- Конюшня, ул. Taucherwaldstraße 47, вторая половина XIX века (№ 09289447);
- Гостиница, ул. Taucherwaldstraße 54, XIX век (№ 09289448);
- Герб Баутцена на входной стороне бывшего дома инспектора, ул. Taucherwaldstraße 60, XVIII век (№ 09289449);
- Каменный дорожный указатель, около дома № 17 по ул. Taucherwaldstraße, XIX век (№ 09289450);

## Известные жители и уроженцы
- Ян Готфельд Бемар (1704—1747) — лютеранский священнослужитель и серболужицкий писатель
- Корла Август Калих (1844—1900) — лютеранский священнослужитель, доктор филологии, лужицкий общественный деятель и председатель культурно-просветительского общества «Матица сербская»